# Берег (Ровненская область)
Бе́рег (укр. Берег) — село в Смыгской поселковой общине Дубенского района Ровненской области Украины.
Население по переписи 2001 года составляло 669 человек. Почтовый индекс — 35683. Телефонный код — 3656. Код КОАТУУ — 5621680401.